# Csúcsfordító

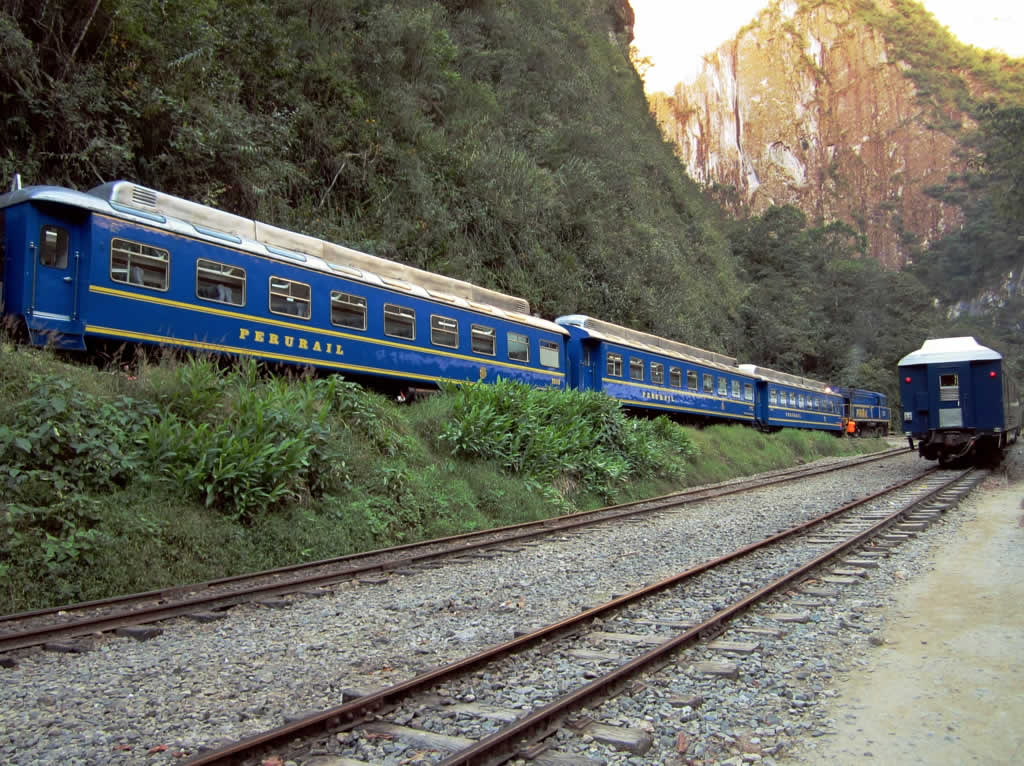
Csúcsfordító Peruban

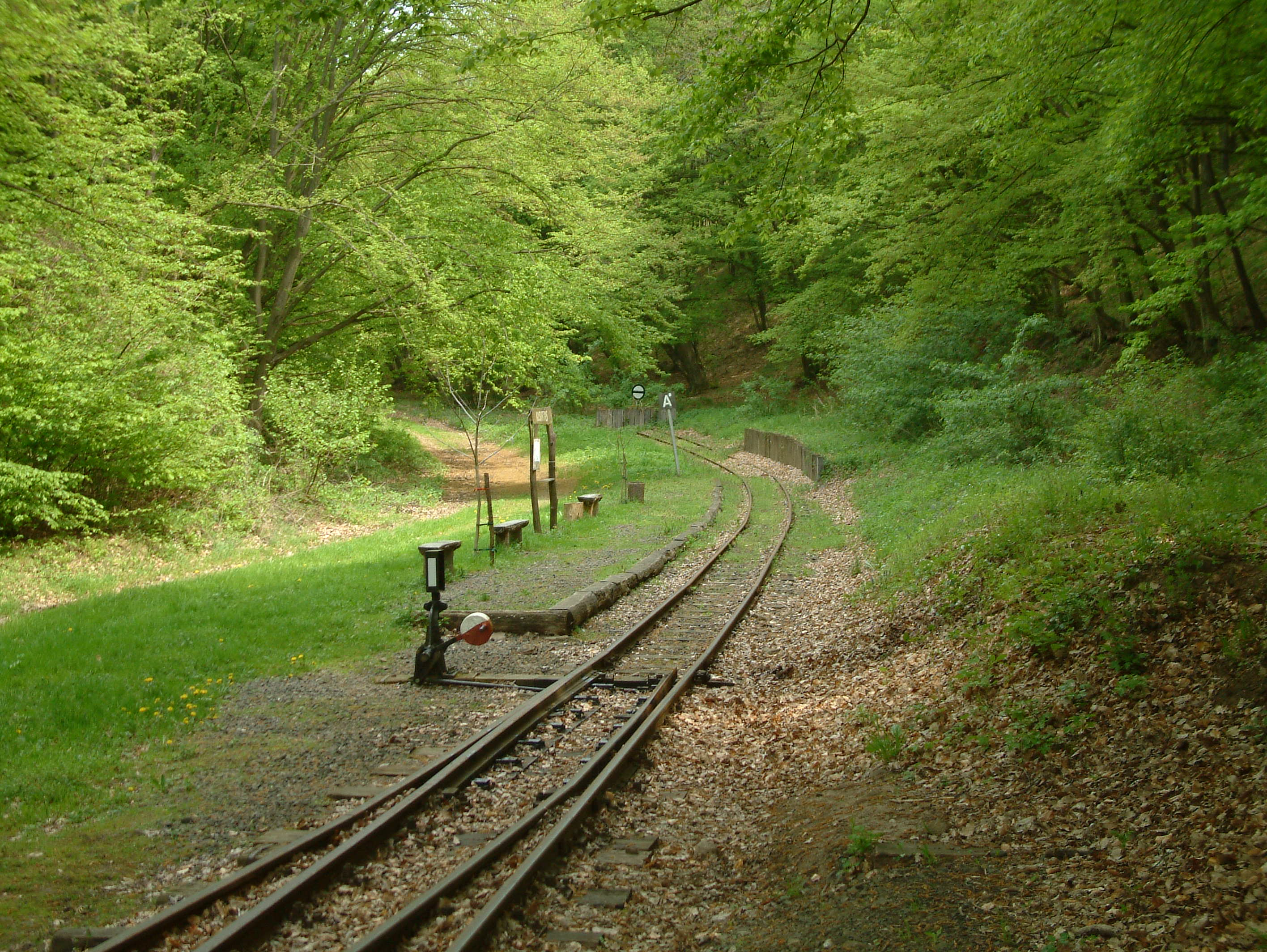
A Kisirtási csúcsfordító a Szob–Nagybörzsöny erdei vasút vonalán

Kettős csúcsfordító ábrázolása (Myanmari vasútak)

A csúcsfordító vagy irányfordító egy speciális vasúti berendezés egy vonat haladási irányának megváltoztatására.

## Jellemzői
A csúcsfordító két összefutó, és váltóban ("Y"-szerűen) találkozó vágányból, majd egy rövid közös csonkavágányból áll. „A csúcsfordítón az érkező vonatok körüljárás nélkül folytatják útjukat toltmenetben, a toltmenetben érkezők pedig húzva közlekednek tovább.” Hogy a tolatás ne legyen hosszú, általában kettesével építették, "Z" alak szerűen. A csúcsfordító általában olyan pályaszakaszokon kerül kialakításra, ahol (pl. erdei vasútaknál) nagyobb szintkülönbség leküzdésére kevés a hely, bonyodalmas hosszabb elkerülő pályát, fordulóalagutakat építeni.
Napjainkban már kisvasútaknál ritka megoldásnak számít, elsősorban a Szob–Nagybörzsöny erdei vasút kapcsán ismert, annak Kisirtási-, más néven Tolmács-Hegyi Csúcsfordítójánál.
Létezett hasonló a Szilvásváradi Erdei Vasút Kukucsó-völgyi szakászán, de ezt 1991-ben elbontották.

## Magyarországi nagyvasútaknál
A közhiedelemmel ellentétben előfordul nagyvasútaknál is. A ma is működős nagyvasúti, személyvonali csúcsfordítók nem annak épültek, csak egyes vonalak elbontása / használaton kívül helyezése miatt váltak azzá.
- Dévaványa vasútállomásnál a Körösnagyharsány–Vésztő–Gyoma-vasútvonalon (egy elbontott szakasz csonkja)[6]
- Drégelypalánk vasútállomásnál a Vác–Balassagyarmat-vasútvonalon (egy elbontott szakasz csonkja)[7]
- Kötegyán vasútállomásnál és Szeghalom vasútállomásnál a Békéscsaba–Kötegyán–Vésztő–Püspökladány-vasútvonalon (itt a vágány folytatódik Románia felé, de a magyar vasútvonal csak csúcsfordítós módon haladható végig)[8]

Csúcsfordító-s váltóbeállítás van a Csepeli HÉV és a Soroksári út–Csepel vontatóvágány között a Szabadikikőtőnél. (A párhuzamosan haladó vágányok között a HÉV-ről a vontatóvágány végénél annak rövid vége felé lehet csak a váltón átmenve egyenesen haladni. A vontatóvágány végigjárásához irányváltás kell.)

### Iparvágányoknál Budapesten
Ugyanakkor találni valódi csúcsfordítós példákat is iparvágányoknál, ezeknél elsősorban a helyhiány indokolta a speciális berendezés kiépítését:
- az Óbudai Szeszgyár iparvágányai (elbontva)[10]
- a Zalakerámia, Ráth Hungária, Mavex Rekord üzemek iparvágánya[11]
- az Első Magyar Mechanikai Hordógyár iparvágánya[12]
- a Mélyfúró Berendezések Gyára iparvágánya (elbontva)[12]
- a Pamuttextil Fonógyár iparvágánya (elbontva)[13]
- az Elektromos Művek iparvágánya (elbontva)[14]
- a Parkettagyár iparvágánya (elbontva)[14]
- A Pesti Hengermalom Társaság régi gőzmalmának iparvágánya (elbontva)[15]
- a Hárosi Falemezművek iparvágánya[16]
- a Hárosi Katonai Közlekedési Központ iparvágánya[16]
- a Rákospalota-Kertvárosi ipartelep iparvágányai[17]
- a Magyar Pamutipar Rt. iparvágánya (elbontva)[18]
- a Chinoin és az Angyalföldi Erőmű vontatóvágánya[19]
- az Európai utca menti vontóvágány iparvágányai (Rondo Hullámkartongyártó Kft., Friesland Campina Hungary)[20]
- a nagytétényi Chinoin-telep iparvágánya (utóbbi elbontva)[21]

### Iparvágányoknál vidéken
- a Püspökladányi gabonatárolók iparvágánya[22]
- a Romhányi Kerámiagyár iparvágánya[23]
- a Mezőhegyesi Cukorgyár iparvágánya[24]
- a Makói magtárak iparvágánya[25]
- Pécs déli részén lévő vontatóvágánynál[26]
- a Lábatlani Cement és Mészmű iparvágánya (elbontva)[26]
- a Mátészalkai délnyugati ipartelep vontatóvágányán iparvágányok[27]

## Más országokban
Megtalálható (volt) még pl.:
- a Rübelandbahn, Németország
- a Dubí-i csúcsfordító, Csehország[28]
- a dardzsilingi kisvasút, India (6 csúcsfordítóval)[29]

## Forrás
- https://gabor.chikan.hu/letoltes/diploma_forgszab.pdf
- https://villamosok.hu/balazs/index.html